# Platanthera urceolata
Platanthera urceolata är en orkidéart som först beskrevs av Joseph Dalton Hooker, och fick sitt nu gällande namn av Richard M. Bateman. Platanthera urceolata ingår i släktet nattvioler, och familjen orkidéer. Inga underarter finns listade i Catalogue of Life.